# Calle San Agustín (Albacete)
La calle San Agustín es una vía del centro de la ciudad española de Albacete que enlaza las plazas del Altozano y de Carretas.

## Historia
En la década de 1570 los frailes agustinos fundaron el convento de San Agustín, que en 1834 se convirtió en sede de la Real Audiencia de Albacete, creada por la reina María Cristina de Borbón-Dos Sicilias. En 1980 los reyes Juan Carlos I y Sofía inauguraron en el mismo lugar el Palacio de Justicia de Albacete, que en 1989 se erigió en sede del Tribunal Superior de Justicia de Castilla-La Mancha.

## Características
La calle San Agustín está situada en el centro de la capital. Comienza su recorrido en la plaza del Altozano como continuación de la calle Martínez Villena y, discurriendo en dirección noroeste-sureste, aumenta sucesivamente su pendiente hasta finalizar en la plaza de Carretas. Discurre por los barrios Centro y Carretas-Huerta de Marzo de la capital albaceteña. En la vía se encuentra el aparcamiento público subterráneo «San Agustín» con trescientas plazas.